# Optotip

Tabela Snellen

Un optotip este o reprezentare grafică a unor figuri sau caractere (litere, cifre, ...), care permite măsurarea acuității vizuale, precum și a culorilor.
Optotipurile pot fi prezentate pe tabele tipărite sau pot fi proiectate pe un ecran.

## Descriere

### Simboluri alfabetice și cifre
Simbolurile alfabetice și cifrele sunt cele mai utilizate ținte, chiar dacă acestea sunt cele mai sensibile la erorile de evaluare, având în vedere o mare varietate de forme și asemănări.
Secvența utilizată răspunde în general unui principiu de dificultate discriminatorie care include următoarea secvență, în ordine crescătoare:
SOCDKVRNHZ

### Figuri și simboluri
Pentru măsurarea acuității vizuale a copiilor sau a adulților analfabeți,  se folosește optotipul Rossano, creat în 1951, de către francezii Roger și Hélène Rossano. El este constituit dintr-o scală vizuală formată din figuri de animale sau obiecte comune,ușor de recunoscut (flori, case, animale).